# Aaron Schneider
Aaron Schneider (n. Springfield, 26 de julio de 1965) es un director de cine estadounidense. Su cortometraje Two Soldiers de 2003 ganó el Óscar al mejor cortometraje.

## Carrera
Schneider estudió en Dunlap, Illinois, y se graduó en la Universidad del Sur de California.
Su filmografía incluye capítulos de series como  Murder One (por la cual fue nominada a los Premios Emmy de 1996) además del episodio piloto de Supernatural, así como director de fotografúa en las películas Kiss the Girls y Simon Birch. Entre sus trabajos también está serla segunda unidad de fotografía de Titanic.
En 2004, ganó el Óscar la mejor cortometraje por Two Soldiers (compartido con el productor Andrew J. Sacks), basado en una cuento de William Faulkner.
Su primer largometraje fue Get Low, que fue estrenado en el Festival Internacional de Toronto y fue distribuido por Sony Pictures Classics. El film fue protagonizado por Robert Duvall, Sissy Spacek, Bill Murray y Lucas Black y ganó el Independent Spirit Award for Best First Feature.
En 2020, Schneider volvería a la dirección con Enemigos bajo el mar (Greyhound), un drama centrado en la Segunda Guerra Mundial centrado en la Batalla del Atlántico y protagonizado por Tom Hanks.

## Filmografía

### Como director
- Two Soldiers (corto) (2003)
- Get Low (2009)
- Enemigos bajo el mar (Greyhound) (2020)

### Como director de fotografía
- Kiss the Girls (1997)
- Simon Birch (1998)

## Premios y distinciones
Premios Óscar
| Año  | Categoría          | Película     | Resultado |
| ---- | ------------------ | ------------ | --------- |
| 2004 | Mejor cortometraje | Two Soldiers | Ganador   |